# Jean-Michel Cazabat
Jean-Michel Cazabat (né le 18 mai 1959 à Bordères-sur-l'Échez) est un créateur français de chaussures. 
Sa carrière a débuté dans les années 1980 aux côtés de Charles Jourdan et Stéphane Kélian. Jean-Michel Cazabat lance sa marque en 2000 à New York,.

## Biographie
Jean-Michel Cazabat est né le 18 mai 1959 à Bordères-sur-l'Échez, en France. Dès l'adolescence, Jean-Michel Cazabat s'intéresse à la photographie, ce qui le conduit à intégrer l'école de photographie d'Orthez puis l'ECPA (Établissement cinématographique et photographique de l'armée) pendant son service militaire,.
À 17 ans, il couvre des matchs de rugby et des concerts dans le Sud-Ouest de la France en tant que correspondant de La Dépêche du Midi et de La Nouvelle République des Pyrénées.

## Carrière
Travaillant comme photographe-pigiste, il s'installe à Paris, où il commence sa carrière de photographe indépendant en réalisant des reportages sur des événements pour Vogue, L'Officiel et Le Figaro Magazine.
Sa carrière de designer a débuté dans les années 1980,.
En 1985, il s'installe à New York lorsqu'un autre créateur de chaussures de luxe, Stéphane Kélian, le nomme directeur du marché américain.
En 2000, Jean-Michel Cazabat crée sa marque depuis New York, s'affranchissant des maisons de mode établies de l’époque,.
La marque, basée à New-York, produit ses modèles en Italie, dans la région de la Riviera del Brenta, et opère à l’échelle internationale. En 2008, le créateur s'est associé au groupe Max Oriental pour développer son activité.
En 2011, Jean-Michel Cazabat rejoint le Council of Fashion Designers of America (CFDA) et ouvre ses premières boutiques à New York et un shop-in-shop[Quoi ?] à Shanghai, en Chine,.
Ses créations ont été portées par des célébrités telles que Miley Cyrus, Kristen Stewart, Sarah Jessica Parker, Kourtney Kardashian, Lenny Kravitz, etc.
En 2019, Jean-Michel Cazabat décide de mettre sa marque en pause pour se concentrer sur un projet résonnant avec les problématiques environnementales émergentes dans le secteur. Il devient le cofondateur d'Aera, une marque de chaussures véganes, créée avec Tina Bhojwani et Alvertos Revach,.
En 2020, après avoir vécu plus de 30 ans à New York, Jean-Michel Cazabat décide de revenir en France et de se concentrer sur l'artisanat et l'éco-conception pour préparer la relance de sa marque.